# Lionsgate
Lions Gate Entertainment Corporation, còn được biết đến với tên gọi Lions Gate Entertainment, Inc., hoặc viết ngắn gọn thành Lionsgate, là một công ty giải trí của Mỹ. Công ty được thành lập vào ngày 3 tháng 7 năm 1997, tại Vancouver, British Columbia, và có trụ sở chính tại Santa Monica, California. Ngoài việc sở hữu Lionsgate Films, hãng phim có doanh thu điện ảnh đứng thứ bảy Bắc Mỹ trong năm 2015, Lionsgate còn sở hữu nhiều phân ban khác như Lionsgate Television và Lionsgate Interactive. Lions Gate Entertainment ngoài ra còn sở hữu nhiều công ty con như công ty sản xuất điện ảnh Mỹ Summit Entertainment, và Debmar-Mercury, một nghiệp đoàn truyền hình do Lionsgate mua lại vào năm 2006.